# Lemony Snicket
Lemony Snicket, pseudoniem van Daniel Handler (San Francisco, 28 februari 1970), is een Amerikaans auteur en scenarioschrijver. Hij is de schrijver van de serie A Series of Unfortunate Events (Ellendige avonturen).
Lemony Snicket is tevens een personage in de verhalen. Hier is hij een paranoïde schrijver die in zijn boeken alle moeilijke woorden omstandig uitlegt. Zijn manier van schrijven is humoristisch: als hij eenmaal begonnen is over een "saai" onderwerp te schrijven, gaat hij er heel lang op door.

## Boeken

### Ellendige avonturen (A Series of Unfortunate Events)
Ellendige avonturen gaat over drie kinderen (Violet, Claus en zonnetje Baudelaire) die na een brand hun ouders kwijtraken. Ze worden ondergebracht bij Graaf Olaf, die op hun fortuin uit is.
Als hij de voogdij kwijtraakt, blijft hij de kinderen in verschillende vermommingen achtervolgen. De kinderen komen te weten over een geheime organisatie: V.B.W. en onderzoeken het mysterie.
De serie bestaat uit 13 boeken:
1. Het Bittere Begin (Eng. The Bad Beginning, 1999)
2. De Slangenserre (Eng. The Reptile Room, 1999)
3. Het Rampzalige Raam (Eng. The Wide Window, 2000)
4. De Helse Houtzagerij (Eng. The Miserable Mill, 2000)
5. De Krabbige Kostschool (Eng. The Austere Academy, 2000)
6. De Loze Lift (Eng. The Ersatz Elevator, 2001)
7. Het Doodenge Dorp (Eng. The Vile Village, 2001)
8. Het Horror Hospitaal (Eng. The Hostile Hospital, 2001)
9. De Koude Kermis (Eng. The Carnivorous Carnival, 2002)
10. Het Grimmige Gebergte (Eng. The Slippery Slope, 2003)
11. De Gruwelgrot (Eng. The Grim Grotto, 2004)
12. De Laatste Last (Eng. The Penultimate Peril’’, 2005)
13. Het Einde (Eng. The End, 2006)

Ook schreef Lemony Snicket het boek The Unauthorized Autobiography, waarin meer over de schrijver staat, en andere dingen die met de boeken te maken hebben.
In al de boeken in deze serie staat op de eerste bladzijde dat het boek geschreven is voor Beatrice. Hij betrekt deze vrouw veel in zijn boeken. Tot en met het twaalfde boek is er nog steeds een groot mysterie achter Beatrice. Sinds kort is er in Amerika een boek uit dat The Beatrice letters heet. Hierin staat meer over het dertiende boek (The End) en meer informatie over deze Beatrice. Spoiler :Beatrice is de moeder van de Baudelaire.

### De verkeerde vragen (All The Wrong Questions)
- 1. Wie is dat op dit uur? (Who Could That Be At This Hour?, 2012)

Nog niet verschenen in het Nederlands:
- 2. When Did You See Her Last? (2013)
- 3. Shouldn't You Be in School? (2014)
- File Under: 13 Suspicious Incidents (2014)

## Televisieserie
Een televisieserie, gebaseerd op de reeks Ellendige Avonturen, is uitgebracht op Netflix genaamd A Series of Unfortunate Events. De serie werd eerst uitgebracht in 2017, en liep 3 seizoenen.